# Parkview Square

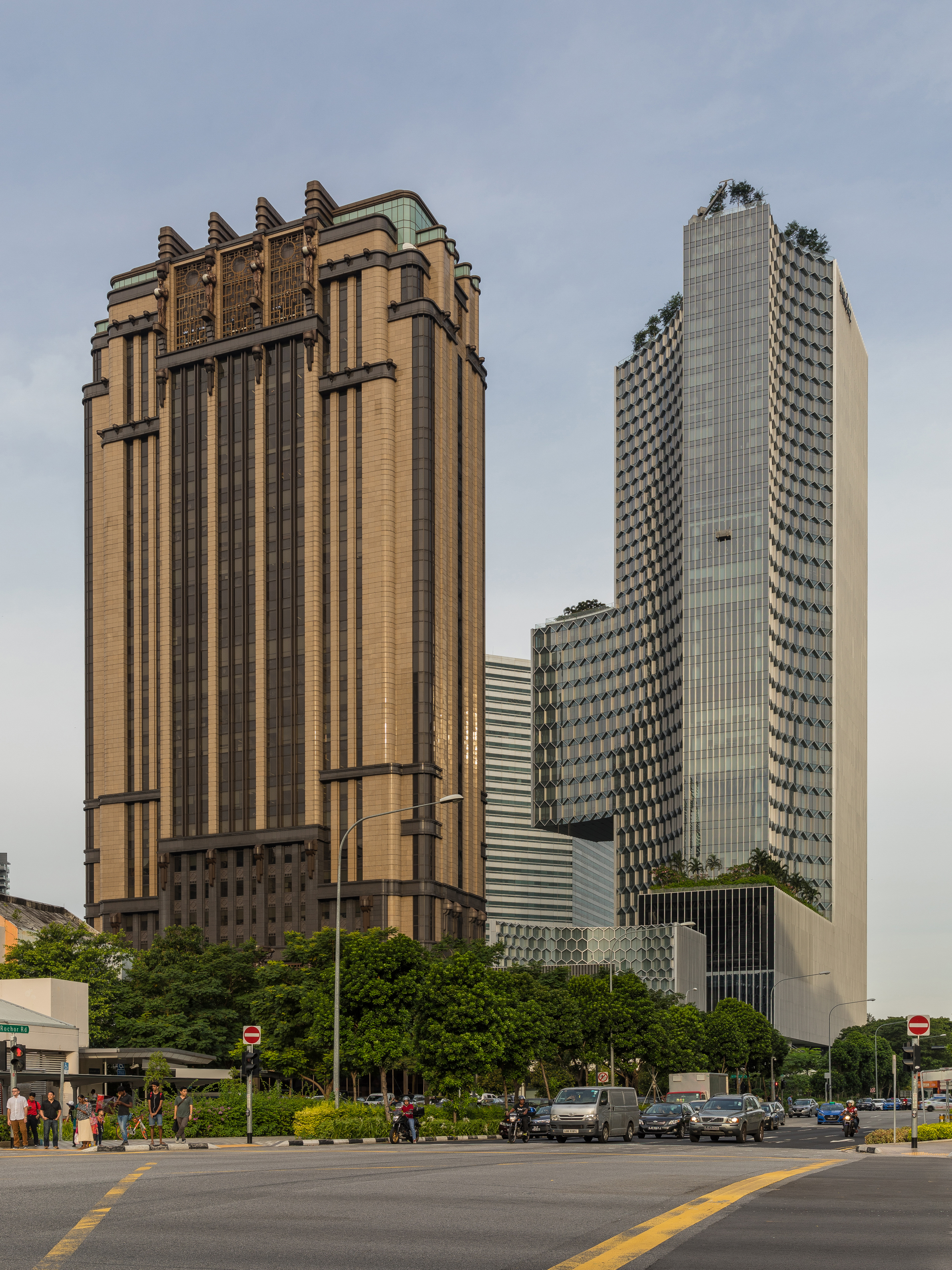
Parkview Square et hôtel Andaz à Singapour, vus depuis la rue Rochord à 17h. Bien qu'il s'agisse d'un bâtiment moderne, achevé en 2002, Parkview Square a bénéficié d'un design dans le style Art déco et est l'un des bâtiments de bureaux les plus chers de Singapour. Juin 2018.

Parkview Square est un gratte-ciel de bureaux de 144 mètres de hauteur et de 24 étages, construit à Singapour en 2002. La construction a duré de 1999 à 2002.
Le gratte-ciel est construit dans le style Art déco et est inspiré du Chanin Building à New York. C'est l'un des très rares immeubles du XXIe siècle construit dans ce style (avec aussi la Hearst Tower (Charlotte)).
À l'intérieur les décorations sont très luxueuses ce qui en fait l'immeuble de bureaux le plus coûteux de Singapour.
La surface de plancher est de 39 000 m2 et il y a 9 ascenseurs.
L'architecte est l'agence singapourienne DP Architects